# George Bliss

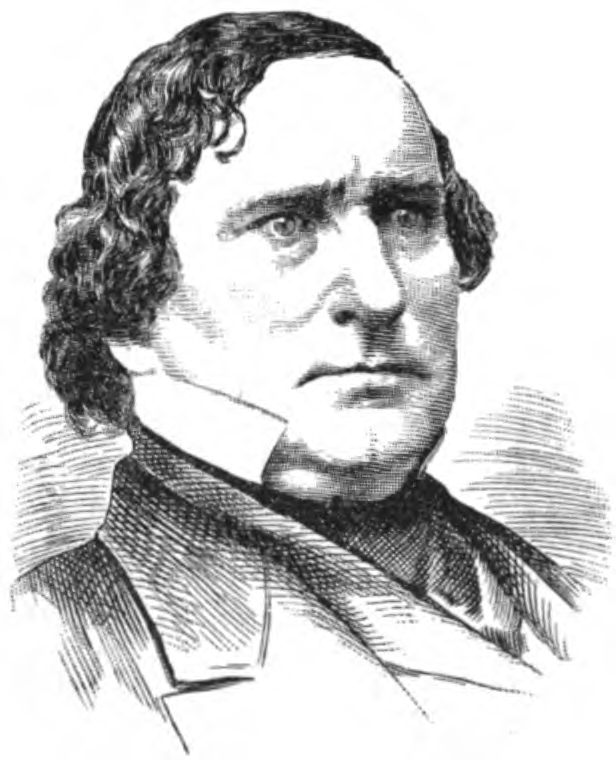
George Bliss

George Bliss (* 1. Januar 1813 in Jericho, Vermont; † 24. Oktober 1868 in Wooster, Ohio) war ein US-amerikanischer Politiker. Zwischen 1853 und 1855 sowie nochmals von 1863 bis 1865 vertrat er den Bundesstaat Ohio im US-Repräsentantenhaus.

## Werdegang
George Bliss besuchte das Granville College. Nach einem anschließenden Jurastudium und seiner 1841 erfolgten Zulassung als Rechtsanwalt begann er in Akron in diesem Beruf zu arbeiten. Im Jahr 1850 wurde er Vorsitzender Richter im achten Gerichtsbezirk von Ohio. Politisch schloss er sich der Demokratischen Partei an. Bei den Kongresswahlen des Jahres 1852 wurde Bliss im 18. Wahlbezirk von Ohio in das US-Repräsentantenhaus in Washington, D.C. gewählt, wo er am 4. März 1853 die Nachfolge von David Kellogg Cartter antrat. Da er im Jahr 1854 seine ursprüngliche Kandidatur zur Wiederwahl zurückzog, konnte er bis zum 3. März 1855 zunächst nur eine Legislaturperiode im Kongress absolvieren. Diese war von den Ereignissen im Vorfeld des Bürgerkrieges geprägt.
Nach dem Ende seiner Zeit im US-Repräsentantenhaus zog Bliss nach Wooster, wo er als Anwalt praktizierte. Bei den Wahlen des Jahres 1862 wurde er im 14. Distrikt seines Staates erneut in den Kongress gewählt, wo er am 4. März 1863 Harrison Blake ablöste. Da er im Jahr 1864 nicht bestätigt wurde, konnte er bis zum 3. März 1865 wieder nur eine Amtszeit im Repräsentantenhaus verbringen. Diese war von den Geschehnissen des Bürgerkrieges bestimmt.
Im August 1866 nahm George Bliss als Delegierter an der National Union Convention in Philadelphia teil. Er starb am 24. Oktober 1868 in Wooster, wo er auch beigesetzt wurde.